# 亨利·德沃尔夫·史迈斯
亨利·德沃尔夫·「哈利」·史迈斯（英語：Henry DeWolf "Harry" Smyth，1898年5月1日—1986年9月11日）是一名美國物理學家、外交家和官僚。作為曼哈頓計劃的參與者、美國原子能委員會成員和美國駐國際原子能機構大使，他在核能的早期發展中發揮了許多關鍵作用。
他曾就讀於普林斯頓大學和劍橋大學，1924年至1966年在普林斯頓大學物理系任教。1935年至1949年，他擔任該系系主任。他早期的研究方向是氣體游離，但從1930年代中期開始，他的興趣轉向原子核物理學。
二戰期間，他是國防研究委員會鈾顧問團的成員，也是曼哈頓計劃的顧問。他撰寫了曼哈頓項目第一部公開的官方歷史，即後來的《史邁斯報告》。
1949年至1954年，史邁斯在美國原子能委員會任職，起初他反對開發氫彈的速成課程，主張對核武器實行國際控制，但未獲成功，後來他轉而支持氫彈。1954年奧本海默安全聽證會後，史邁斯是委員會中唯一投票反對剝奪羅伯特·奧本海默安全許可的成員。1961年至1970年，他擔任國際原子能機構大使，在實現《核武禁擴條約》方面發揮了重要作用。
他於1968年獲得原子和平獎，1970年獲得美國國務院傑出榮譽獎。美國核學會的「核政治家」獎以他的名字命名，他是該獎的首位獲獎者。